# Federación Obrera Regional Argentina del IX Congreso
La Federación Obrera Regional Argentina (FORA) del IX Congreso es la denominación que recibió una central sindical argentina entre 1915 y su disolución de hecho en 1922 al fusionarse en la Unión Sindical Argentina. La aclaración "del 9º Congreso" se debió al hecho de que en el IX Congreso de la FORA -creada en 1901-, la mayoría de los sindicatos resolvieron derogar la regla del Estatuto establecida en el V Congreso (1905) que obligaba a la central a adoptar como propia la ideología anarquista, hecho que motivó la separación de un grupo de sindicatos anarquistas que adoptó la denominación de Federación Obrera Regional Argentina del V Congreso. 
La FORA IX Congreso agrupó a la mayoría de los sindicatos y tuvo una destacada actuación hasta la década de 1922, año de su disolución. Debido a su pluralismo ideológico, fue integrada por sindicatos de tendencia sindicalista revolucionaria (mayoritaria), socialista y comunista -esta última desde 1918-. Su poderío estuvo apoyado por dos federaciones nacionales de ramas estratégicas creadas pocos años antes: la Federación Obrera Marítima (FOM) y la Federación Obrera Ferrocarrilera (FOF). Intervino en grandes conflictos laborales y masacres obreras de la época, como las huelgas marítima de 1917 y ferroviaria de 1917/1918, la Semana Trágica de enero de 1919, la Patagonia rebelde y las huelgas y fusilamientos en La Forestal entre 1920 y 1922. Su principal secretario general fue el sindicalista revolucionario Sebastián Marotta.

## Historia

### Antecedentes
La FORA había sido fundada en 1901 por sindicatos socialista y anarquistas, pero al año siguiente los socialistas abandonaron la central para crear la Unión General de Trabajadores (UGT). Por su parte los gremios anarquistas impusieron en el V Congreso realizado en 1905, la regla en el Estatuto de que la central adhería a la ideología del "comunismo anárquico".
A partir de 1905 comenzó a crecer dentro del Partido Socialista, un sector que se identificó con el sindicalismo revolucionario, que tomara forma en Francia ese mismo año a partir de la Carta de Amiens. La corriente sindicalista revolucionaria terminó separándose del Partido Socialista y se convirtió en el sector mayoritario de la UGT y su continuadora la Confederación Obrera Región Argentina (CORA).
La corriente sindicalista revolucionaria daba máxima importancia a la existencia de organizaciones sindicales unitarias, en las que convivieran anarquistas, socialistas y sindicalistas revolucionarios, y proponía para ello que los sindicatos no debían ser clasistas pero no adherir a ninguna ideología.
Luego de varios intentos fallidos de fusionar la FORA con la UGT-CORA, los sindicatos de esta última central decidieron en 1914 disolver la confederación y afiliarse a la FORA. En esas circunstancias se realizó el IX Congreso.

### IX Congreso
El 1 de abril de 1915 la FORA realizó su IX Congreso con la participación de los nuevos sindicatos adheridos y de otros autónomos, con mayoría sindicalista revolucionaria. El Congreso resolvió por 46 votos a favor, 14 en contra y una abstención, la eliminación de la declaración de principios que aprobaba y recomendaba la propaganda del comunismo anárquico en los gremios. 

## División y dos FORAs: del 9º y del 5º Congreso
El 2 de mayo de 1915 convocaron a una asamblea de emergencia a la que asistieron 21 asociaciones disconformes con el congreso, quienes resolvieron desconocer el IX Congreso, seguir manteniendo la declaración del V Congreso y conformar un nuevo Consejo Federal como secretariado de la F.O.R.A del V congreso. Así quedaron  dos centrales obreras: la FORA del IX Congreso (varias tendencias) y la FORA del V Congreso (anarquista). 

### Los años radicales (1916-1922)
La FORA del IX Congreso coincidió con la primera presidencia de Hipólito Yrigoyen, el primer presidente democrático de la Argentina y responsable de la masacre de más de 2000 obreros entre la Semana de enero (También conocida como "Semana trágica"), la Patagonia Rebelde y La Forestal. Los sindicatos más importantes como los ferroviarios, los trabajadores marítimos, los de la carne, etc., formaron parte de la FORA del IX Congreso. En estos años la central sindical fue ampliamente reconocida por utilizar otros mecanismos de lucha totalmente opuestos a los aceptados en el pacto de solidaridad original, abandonando la acción directa para tratar frecuentemente con sectores políticos y autoridades policiales. De la misma manera, abandonaron a su suerte numerosas medidas de fuerza instigadas por los mismos gremios que la conformaban, como la huelga de barrenderos de Buenos Aires de 1917, la huelga marítima del mismo año, la de frigoríficos, el conflicto de maestros en Mendoza y la Semana Trágica de 1919 donde, mostrando una actitud indiferente apenas iniciados los eventos, prestaron solamente su "apoyo moral" a los trabajadores de los talleres Vassena hasta que la situación los obligó a decretar la huelga. En este conflicto, que duró del 7 al 14 de enero de 1919, en consonancia con la metodología de sus dirigentes, intentaron dictar la vuelta al trabajo infructuosamente en lo cual la FORA del IX congreso fue ampliamente ignorada y desconocida por la masa proletaria que ocupaba las calles de la capital porteña.

## Congresos y Reuniones Regionales de delegados de la F.O.R.A (IX Congreso)
CONGRESOS:
- 9°  Congreso abril de 1915.(Buenos Aires)
- 10°  Congreso diciembre de 1918.(Buenos Aires)
- 11° Congreso enero y febrero de 1921.(La Plata)